# Iván Séchenov
Iván Mijáilovich Séchenov (en ruso: Ива́н Миха́йлович Се́ченов; 1829-1905) fue un fisiólogo ruso.
Alumno de Hermann von Helmholtz, participó en los recién aparecidos laboratorios de psicología, como el de Leipzig. Su obra en el campo de la reflexología representa un antecedente fundamental para el conductismo, ya que interesaría a autores como Béjterev y Pávlov, que influirán posteriormente en el que sería el padre del conductismo, John B. Watson.

## Biografía

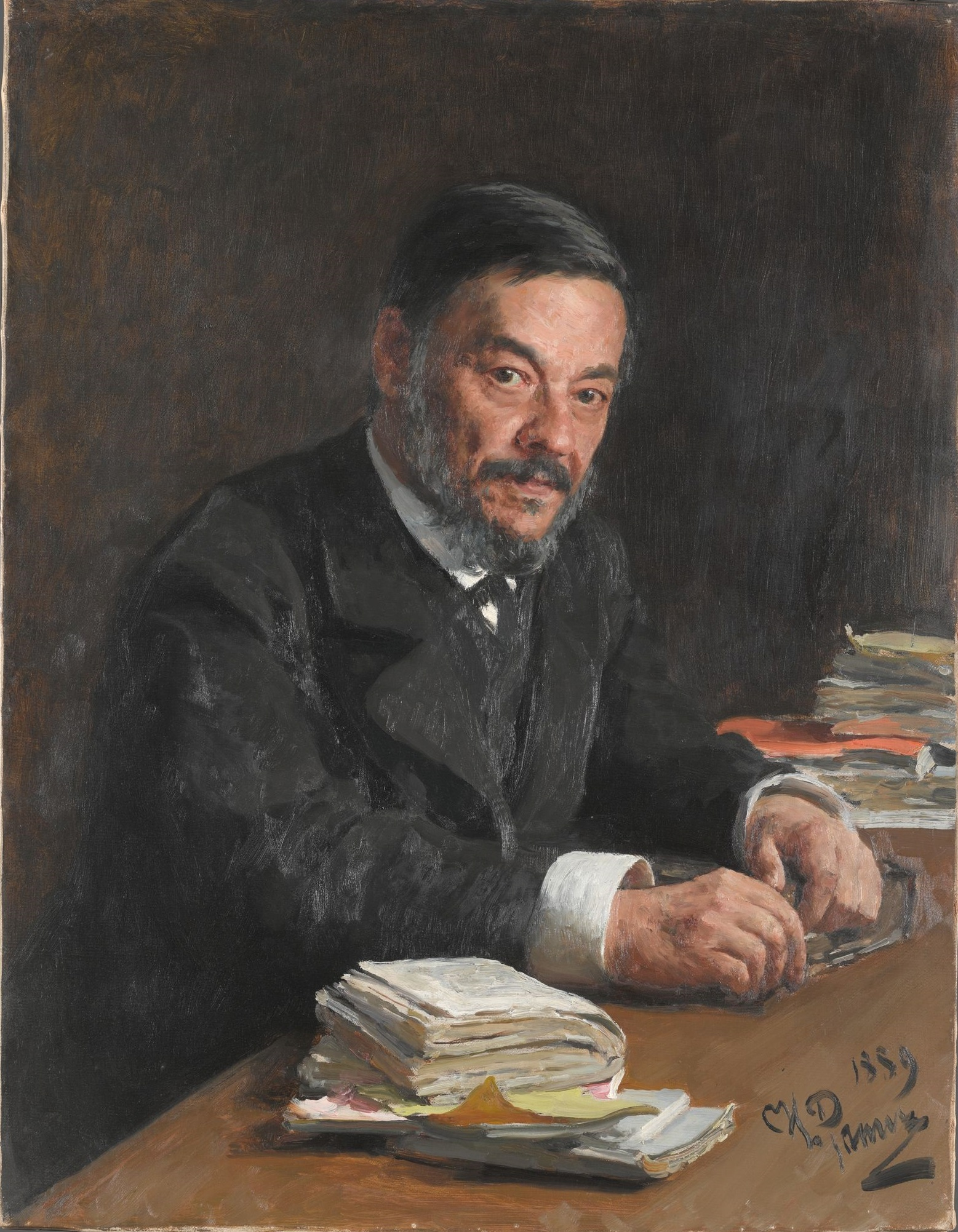
Iván Mijáilovich Séchenov, por Iliá Repin.

Iván Séchenov fue un médico y fisiólogo ruso que se interesó por conocer lo que llamó los reflejos del cerebro (por eso esta rama de la psicología se denomina reflexológica). Existen unos reflejos que son involuntarios, como cuando se nos introduce algo en el ojo y parpadeamos instintivamente, y otros que son voluntarios.
Publicó el libro Los Reflejos del Cerebro donde dice que la psicología debe ser estudiada por un psicólogo-fisiólogo con métodos científicos. Por el contrario este autor dejó muy pocos trabajos experimentales realizados.
Experimentó con ranas y midió los tiempos de reacción de sus reflejos. Experimentando con el cerebro de estas, postuló que toda actividad psíquica es fruto de los movimientos musculares con origen en el cerebro, el que, a su vez, puede actuar como inhibidor de la actividad refleja. De esta manera afirma que toda actividad psíquica puede ser explicada desde los procesos excitatorios e inhibitorios. Contribuyó a dar un punto de vista objetivo y científico-experimental a la psicología.

## Trabajos seleccionados
- 1860 Materialy dlya buduschey fiziologii alkogolnogo opyanenia. San Petersburgo ("Algunos hechos para el estudio futuro de la ebriedad", en ruso)
- 1862 O zhivotnom elektrichestve. San Petersburgo ("Sobre la electricidad animal", en ruso)
- 1863 "Refleksy golovnogo mozga." Meditsinsky vestnik 47-48 ("Reflejos del cerebro", en ruso)
- 1866 Fiziologia nervnoy sistemy. San Petersburgo ("Physiology of the sistema nervioso", en ruso)
- 1873 "Komu i kak razrabatyvat psikhologiyu." Vestnik Evropy 4 ("Quién y cómo debería desarrollar la Psicología", en ruso)
- 1897 The Physiological Criteria of the Length of the Working Day (en inglés) ("Los criterios fisiológicos de la duración de la jornada laboral")
- 1900 Participation of the Nervous System in Man's Working Movements (en inglés) ("Participación del Sistema Nervioso en los Movimientos Laborales del Hombre")
- 1901 Participation of the Senses and Manual dexterity in Sighted and Blind Persons (en inglés) ("Participación de los sentidos y destreza manual en las personas videntes y ciegas")
- 1901 Essay on Man's Working Movements (en inglés) ("Ensayo sobre los movimientos laborales del hombre")

## Eponimia
- El cráter lunar Sechenov lleva este nombre en su memoria.[2]
- El asteroide (5234) Sechenov conmemora su nombre.[3]